# Străoane
Străoane es una comuna ubicada en el distrito de Vrancea, Rumania.

## Superficie
Posee una superficie de 53,54 kilómetros cuadrados.

## Demografía
Hasta 2021 la población era de 3435 habitantes, con una densidad de población de 64,16 habitantes por kilómetro cuadrado.